# خژچانکا-فولوارک
خژچانکا-فولوارک (به لهستانی:  Chrzczanka-Folwark) یک روستا در لهستان است که در گمینا دووگوشودوو واقع شده‌است.